# R-16 (미사일)
R-16은 소련 최초의 대량생산형 ICBM이다. 나토명 SS-7 새들러이다.

## 역사
길이 30.4 m, 직경 3.0 m, 무게 141 톤이다. 5-6 Mt 수소폭탄을 장착시 사거리 11,000 km, 3 Mt 수소폭탄 장착시 사거리 13,000 km이다. CEP 2.7 km이다.
1960년 10월 24일, 시제품이 폭발해 78명이 사망했다.
세계 최초의 ICBM은 소련의 R-7 세묘르카이지만, 진정한 1세대 ICBM은 R-16이다. 추력 85톤 RD-215 엔진 6개를 1단에 사용한다. 연료는 UDMH, 산화제는 RFNA를 사용한다.
1976년에 퇴역했다.
소련은 처음에 핵미사일을 적의 핵공격에 대비한 견고한 콘크리트 저장소에 배치하지 않았다.
평상시, 미사일은 저장소에 보관되어 있다. 꺼내고 연료주입하고 발사준비를 마치는데 1-3시간이 걸린다. 연료주입된 미사일은 몇일만에 연료의 질산 때문에 연료탱크가 부식된다. 따라서, 연료주입 후에는 다시 연료를 제거하고 나서, 미사일을 공장으로 보내서 연료탱크를 새로 교체해 주어야 한다.
이렇게 연료가 모두 주입되어, 즉시발사태세가 되면, 미사일의 자이로스코프가 작동하려면 20분 정도를 추가로 기다려야 한다. 이런 단점들에도 불구하고, R-16은 의심할 여지 없이 소련에 최초로 성공적으로 배치된 ICBM이다.
소련은 미사일의 취약성에 주의하였으며, 1963년부터 R-16U 미사일 몇발은 지하 사일로에 저장되었다. 사일로 69개를 실전배치했다. 경제적인 이유로, 연료 주입 장치를 함께 사용하기 위해서, 3개의 사일로가 서로 묶어져 있었다. 이는 미국 ICBM 한발의 공격을 받을 경우 취약성이 존재했다.

## 비교
- 1세대: R-16
- 2세대: R-36, 정확도 획기적 향상
- 3세대: R-36, DF-41, 다탄두
- 4세대: R-36, UR-100N, DF-41
- 5세대: RS-28 사르맛

1세대는 정확도 부족으로 견고한 군사시설 파괴를 위해서는 계속 유인 폭격기의 폭격이 필요했다. 지하 사일로 방식은 1세대부터 적용되었다. 2세대는 정확도가 매우 높아져서 견고한 콘크리트 군사시설 파괴가 가능해졌다. 1985년에는 소련의 대부분의 ICBM CEP가 270 m 이내로 정확해졌다. 3세대는 다탄두를 사용한다. 4세대는 연료의 부식성 문제를 해결해, 미사일 사용수명기한인 10년 동안 액체연료를 미리 주입해 놓을 수 있다. 발사 단추만 누르면 발사된다. 즉, 연료주입시간이 필요없는 고체연료와 동일하게 되었다. 5세대는 미사일 방어망을 회피할 수 있다.
1세대 ICBM R-16이 연료주입에 2시간이 걸린다는데, 누리호 시험발사체는 발사 약 2시간전부터 산화제 '액체산소'와 연료 '케로신' 충전을 시작했다. 그러나 이후에는 군사용 초고압 연료펌프가 개발되어서, 불과 몇분만에 연료주입이 가능해졌다.

## 같이 보기
- 미사일 목록